# Ajahn Mudito
Ajahn Mudito é um monge budista (Bhikkhu) brasileiro, nascido em 1977. Pertence à Tradição da Floresta da Tailândia, vinculada ao Budismo Theravada. Dentre os seus vários trabalhos de propagação do Dhamma, incluem-se traduções de ensinamentos, realizações de palestras, visitas a grupos e instituições brasileiras de meditação, dentre outros.

## Ordenação como monge
Seu primeiro contato com o Budismo Theravada se deu por meio da Casa de Dharma. Após terminar a faculdade, ponderou sobre o fato de se ordenar como monge, mas queria achar um ambiente em que as regras monásticas, tais como criadas pelo próprio Buda, fossem realmente observadas. Após tomar conhecimento de uma entrevista dada por Ajahn Sumedho, sentiu que tal busca havia terminado e, ao entrar em contato com o monge, foi sugerido que visitasse o monastério tailandês Wat Pah Nanachat. Assim, em 2002, aos 25 anos, começou o seu caminho na vida monástica.
No ano de 2004, recebeu a ordenação como Bhikkhu no monastério Wat Nong Pah Pong (monastério principal de Ajahn Chah), tendo Luang Pó Liem como upajjhaya (um monge preceptor que tem autoridade de conferir ordenação monástica completa). Após alguns anos residindo em tal monastério, decidiu mudar-se para Wat Pah Cittabhavana, na província de Pathum Thani, para praticar sob orientação de Luang Pó Piak, que continua sendo o seu professor até o presente momento.
Até recentemente, residia em um pequeno monastério vinculado ao Luang Pó Piak, em uma zona rural de Nakhon Nayok, denominado Wat Khao Sam Lan, onde Luang Pó Issará é o abade.

## Traduções
Dentre os seus vários trabalhos de propagação do Dhamma, Ajahn Mudito destaca-se por sua extensa atuação na tradução de ensinamentos de grandes mestres da Tradição da Floresta do Budismo Theravada. Tais traduções, geralmente do tailandês para o português, podem ser encontradas no site Dhamma da Floresta, onde os internautas podem fazer o download de ensinamentos e livros, nas versões ePub, PDF e Kindle.
Segundo Ajahn Mudito, a proposta do site é dar às pessoas a oportunidade de ter esses ensinamentos traduzidos diretamente do tailandês para o português, sem ter que passar pela costumeira “retradução”, onde primeiro os ensinamentos são traduzidos para o inglês para, só depois, chegar ao nosso idioma, fato que, segundo ele, gera muitas distorções e perda de significado do ensinamento original. 
Além disso, o monge também profere ensinamentos em vídeos publicados regularmente no YouTube, no canal disponibilizado pela Sociedade Budista do Brasil, instituição a qual ocupa o cargo de Diretor Espiritual..

## Projetos no Brasil
Atualmente, Ajahn Mudito está envolvido no projeto de fundação do primeiro mosteiro da linhagem Theravada no Brasil. Juntamente com o apoio de Luang Pó Liem e com o aval dos monges sêniores de Amavarati Bhuddist Monastery, tal projeto está em seu início, embora com um nome já preestabelecido: Wat Pah Suddhavāri (Mosteiro de Floresta Suddhavāri). Suddhavāri é uma palavra em Pali que significa água pura/cristalina. Este nome foi escolhido porque, assim como a água, os ensinamentos do Buda limpam e refrescam a mente de quem os pratica. 

## Ligações Externa
- Site oficial de Ajahn Mudito
- Site da Casa de Dharma
- Entrevista ao jornal O Globo
- Entrevista ao site UOL Notícias